# Ludwig Heupel-Siegen

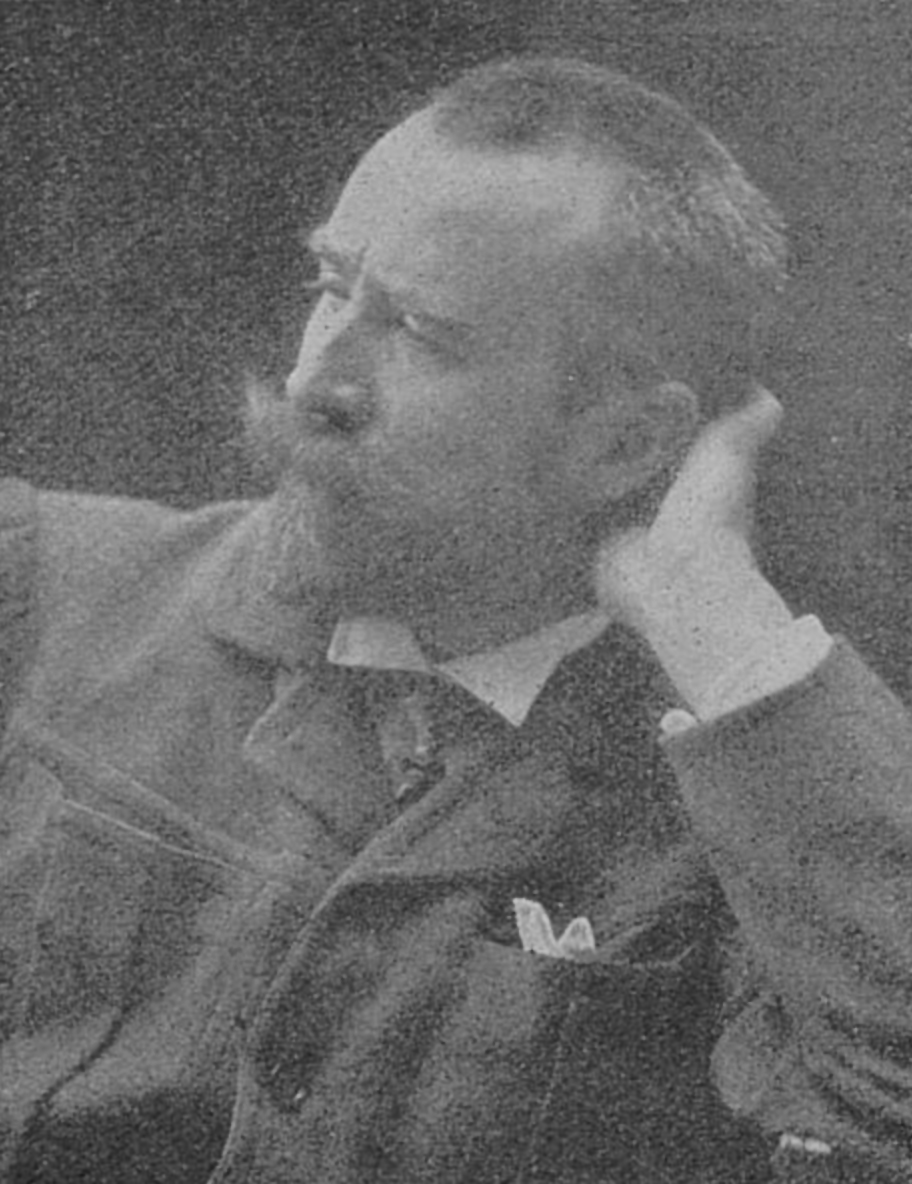
Ludwig Wilhelm Heupel-Siegen in Düsseldorf feierte am 20. Juni seinen 50. Geburtstag (1914)

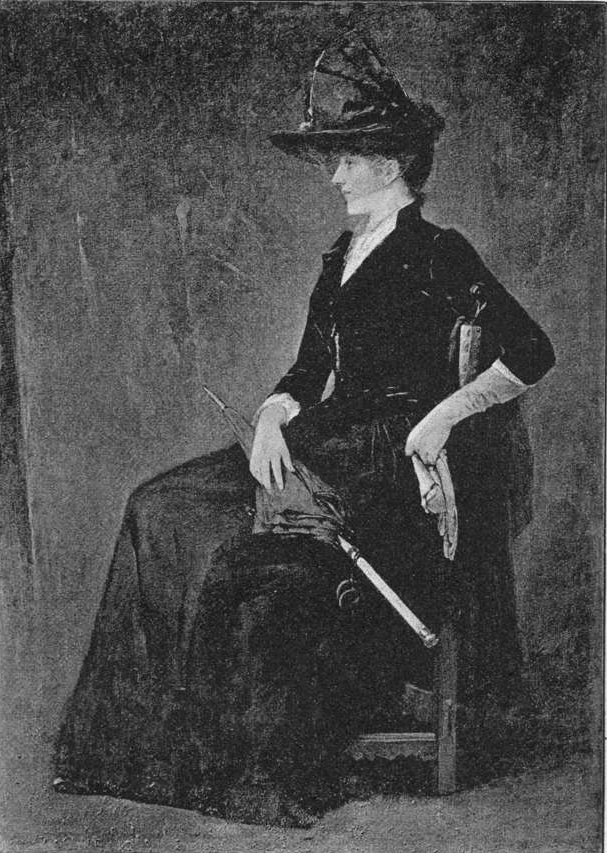
Porträt der Frau G., Münchener Jahresausstellung 1890

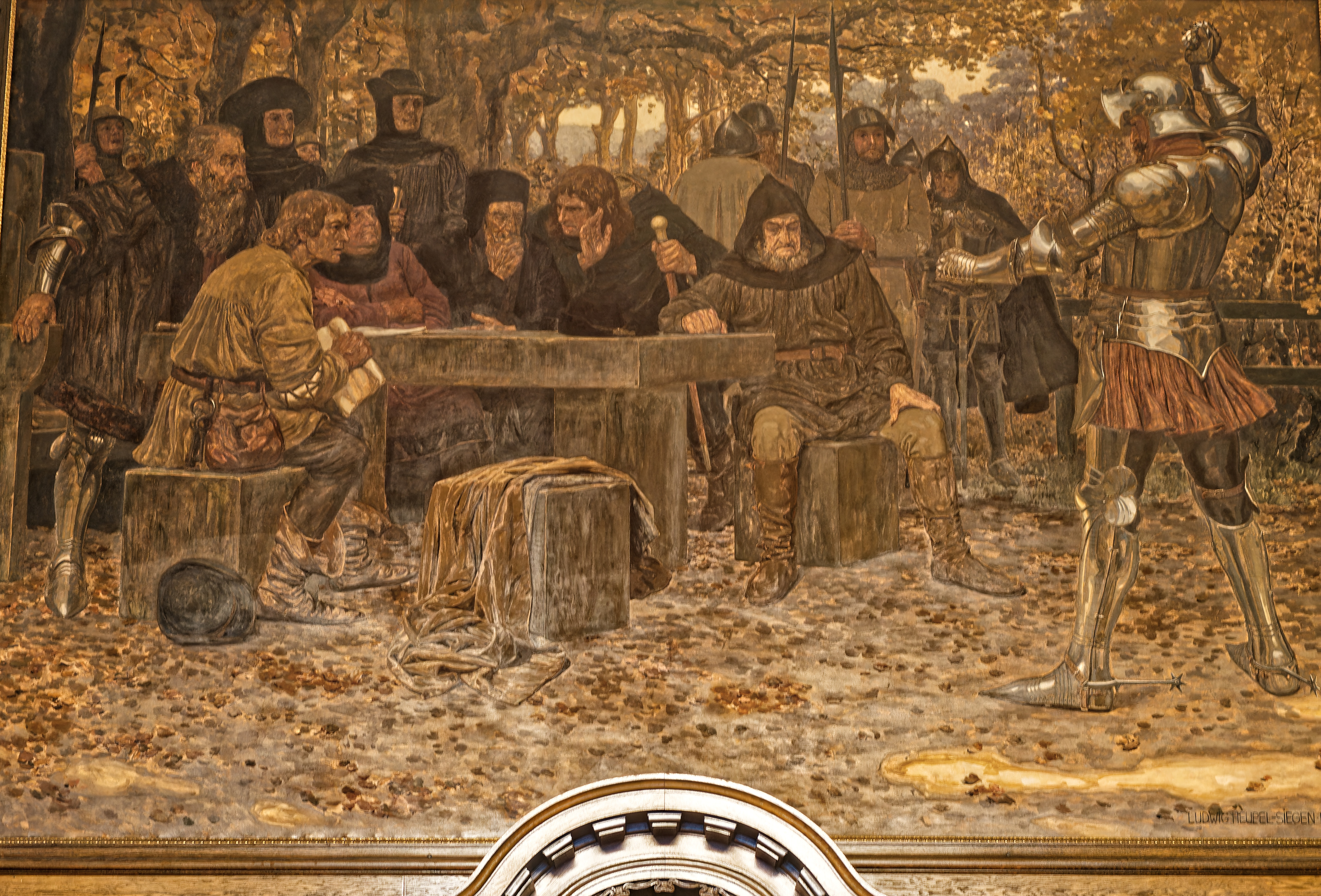
Gemälde von Ludwig Heupel-Siegen im Ratssaal des Rathauses in Wetter (Ruhr)

Ludwig Wilhelm Heupel-Siegen (* 20. Juni 1864 in Siegen, Provinz Westfalen; † 13. März 1945 in Düsseldorf) war ein westfälischer, überwiegend in Düsseldorf tätiger Maler und Hochschullehrer.

## Karriere
Heupel, Sohn des Handwerksmeisters Johann Heinrich Heupel und dessen Ehefrau Franziska, geborene Lauff, besuchte von 1875 bis 1882 die Realschule in Siegen. Auf Wunsch seines Vaters begann er 1882 eine Lehre in einer Schreibstube der Bahnmeisterei Siegen. 1883 bis 1885 studierte er an der Kunstgewerbeschule Düsseldorf unter Hermann Stiller. 1885 schrieb er sich an der Königlichen Akademie der Bildenden Künste in  München ein. Anschließend weilte er ab 1892 aufgrund eines Rom-Stipendiums der Königlichen Akademie der Künste zu Berlin in Italien. Dies ermöglichte ihm einen Aufenthalt in der Villa Strohl-Fern. Bereits 1890 stellte der Porträtmaler Heupel, der auch Genre-, Historien- und Industriebilder sowie Stillleben schuf, seine Werke im Glaspalast in München aus. Nachdem er ab 1894 zunächst an der Kunstgewerbeschule Düsseldorf als Fachlehrer für Aktzeichnen und Anatomie unterrichtet hatte, nahm er ab 1904 auch einen Lehrauftrag an der Düsseldorfer Kunstakademie an. 1919 habilitierte er und wurde Professor der Frauenkunstschule der Staatlichen Kunstakademie Düsseldorf. Zu seinen Schülern zählten unter anderem die Maler Paul Biesemann, Emil Bollmann, Barthel Gilles, Wilhelm Hambüchen, Alfred Holler, Wilhelm Palmes , Hubert Ritzenhofen und Hans Vilz. In Düsseldorf, wo Heupel-Siegen im Alter von 80 Jahren starb, war er Mitglied des Künstlervereins Malkasten.

## Veröffentlichungen (Auswahl)
- mit Wilhelm Kray: Lurlei. Ein Bilder-Cyclus zu Julius Wolff’s gleichnamiger Dichtung. München 1890.
- Plastische Anatomie für Kunstschüler und Künstler. Stuttgart 1913.
- Erinnerungen und Tagebuchblätter. Siegen 1924.